# Phelliactis crassa
Phelliactis crassa is een zeeanemonensoort uit de familie Hormathiidae.
Phelliactis crassa is voor het eerst wetenschappelijk beschreven door Wassilieff in 1908.